# 亀田由紀夫
亀田 由紀夫（かめだ ゆきお）は、日本の元ボディビルダー。東京都府中市出身。血液型はA型。

## 人物
現役当時、練習は週6日、1日3時間のペースで実践しており、練習中は人が変わったように無駄な話は一切せず、もくもくとトレーニングに打ち込んでいた。
いったん練習が終わると他の会員にも親切にコーチしていたという。
1978年　ボディビル北米視察派遣選手に選ばれる。IFBB JAPAN推薦、認定者はIFBB JAPAN会長。
1982年　関東学生ボディビル選手権大会審査員
1999年　日本医科学総会博覧会運営事務局より、健康寿命健康法にボディビルが紹介され画像モデルとなる。

## 戦歴
1975年「IFBB JAPAN東日本　’75ミスター東日本コンテスト」5位、部分賞　腹・脚、1975年8月24日、東京・江戸川公会堂
1975年「IFBBオール・ジャパン・コンテスト」ミディアムクラス5位、1975年9月15日、愛知県名古屋市民会館
1976年「IFBB JAPAN　第6回IFBB東日本コンテスト」ミディアムクラス2位、1976年9月19日(日)、東京・東中野のフジ・トレーニング・センター
1977年「IFBB JAPAN　ミスター・オール・ジャパン・チャンピオンシップス」ミディアムクラス3位、1977年8月28日、山口県・下関市
1977年「JABBC全日本オープン・コンテスト」2位、1977年12月13日、東京・江戸川公会堂
1981年「第8回IFBBミスター東日本コンテスト」ミドル・クラス3位、19819月6日、東京・江戸川区 小岩公会堂
1983年「第13回ミスター茨城コンテスト」優勝、1983年9月18日、友部町中央公民館大ホール